# Bursidae
Famille
Les Bursidae sont une famille de mollusques de la classe des gastéropodes, rangés dans la super-famille des Tonnoidea.
Ils sont connus des collectionneurs de coquillages sous le nom d’escargots grenouilles (Frog shells) ou ranelles, un nom que l’on doit à Linné  avec la création dans le Systema naturae de Murex rana  (rana étant le latin pour grenouille) et Murex rana var. rubeta, les deux plus anciennes descriptions de Bursidae aux yeux du Code de nomenclature zoologique.
À noter que le nom vernaculaire français est un regroupement non monophylétique des familles Ranellidae et Bursidae, ce que ne fait pas l’anglais.

## Caractéristiques générales
Les Bursidae sont tout de suite identifiables à leur canal siphonal postérieur fortement marqué, qui peut parfois être tubulaire ou porter une épine. Ils le sont aussi par leur coquille généralement épaisse et fortement ornementée avec des nodules, verrues et nodosités.
La téléoconque est de couleur brune ou blanche et sans periostracum. Les motifs de couleur sont rares et consistent toujours en des bandes spirales. Les varices sont proéminentes et espacés de 180°, 200° ou 240°. L’ouverture est généralement blanche ou crème sauf chez certaines espèces de Bursa où elle peut être jaune, rose ou pourpre.
Très variable en taille, la plus petite espèce Bursa lucaensis ne dépasse jamais les trois centimètres alors que certaines espèces du genre Tutufa peuvent arriver jusqu’au demi mètre, ce qui en fait un des plus gros gastéropodes actuels (la grande majorité des Bursidae ont une taille qui varie autour des 5 cm)[réf. nécessaire].
La radula est taenioglosse et caractérisée par un processus à la base de la dent centrale qui s’emboîte dans la dent latérale. Une troisième glande salivaire s’ajoute aux deux communes chez les Tonnoidea.

## Histoire de vie

### Distribution
Les Bursidae ont une distribution mondiale restreinte aux zones tropicales et subtropicales, mais c’est dans la zone tropicale de la région Indo-Pacifique qu’ils atteignent leur richesse maximale. Dans la nature on peut trouver des Bursidae depuis les domaines intertidaux jusqu’à la limite de la zone bathyale. Cependant la très vaste majorité des Bursidae vivent dans la zone photique du plateau continentale, entre 0 et 100 m[réf. souhaitée].

### Reproduction et croissance
Les Bursidae sont des organismes dioïques à fécondation interne ; leur reproduction a été relativement peu étudiée et s’est généralement limitée à la description des pontes. La seule étude notable s’attardant plus avant sur le sujet a été réalisée par d’Asaro (1969) en utilisant Bursa corrugata comme modèle. Ainsi, il indique que la ponte se produit en quelques heures à une semaine après la copulation. Les œufs sont préférentiellement déposés sur des substrats durs, que ce soit des rochers coralliens, des coquilles de bivalves ou des débris végétaux terrigènes. Les femelles couvent les œufs jusqu’à l’éclosion. Les œufs fraîchement pondus sont blancs et brunissent avec le temps. Une ponte de Bursidae est généralement ovale, légèrement concave et épouse la forme de l’ouverture de la femelle. Les capsules sont légèrement inclinées vers l’intérieur de la ponte et ont une forme vaguement triangulaire avec des capsules de plus grande taille dans la partie centrale de la ponte,. Il n’y a pas de bouchon d’ouverture des capsules mais une faiblesse dans leur membrane. Le nombre de capsules par pontes est très variable (de 5 à plus d’une centaine) et est contrôlé par la surface que l’ouverture de la femelle peut couvrir lors de la couvée. L’éclosion a lieu après deux semaines. La durée précise de la phase larvaire est inconnue mais comme les protoconques de tous les Bursidae est téléplanique (du grec teleplanos, vagabond)[Quoi ?] on peut supposer qu’elle est relativement longue, entre quelques semaines à plusieurs mois,,,,.

### Habitudes alimentaires

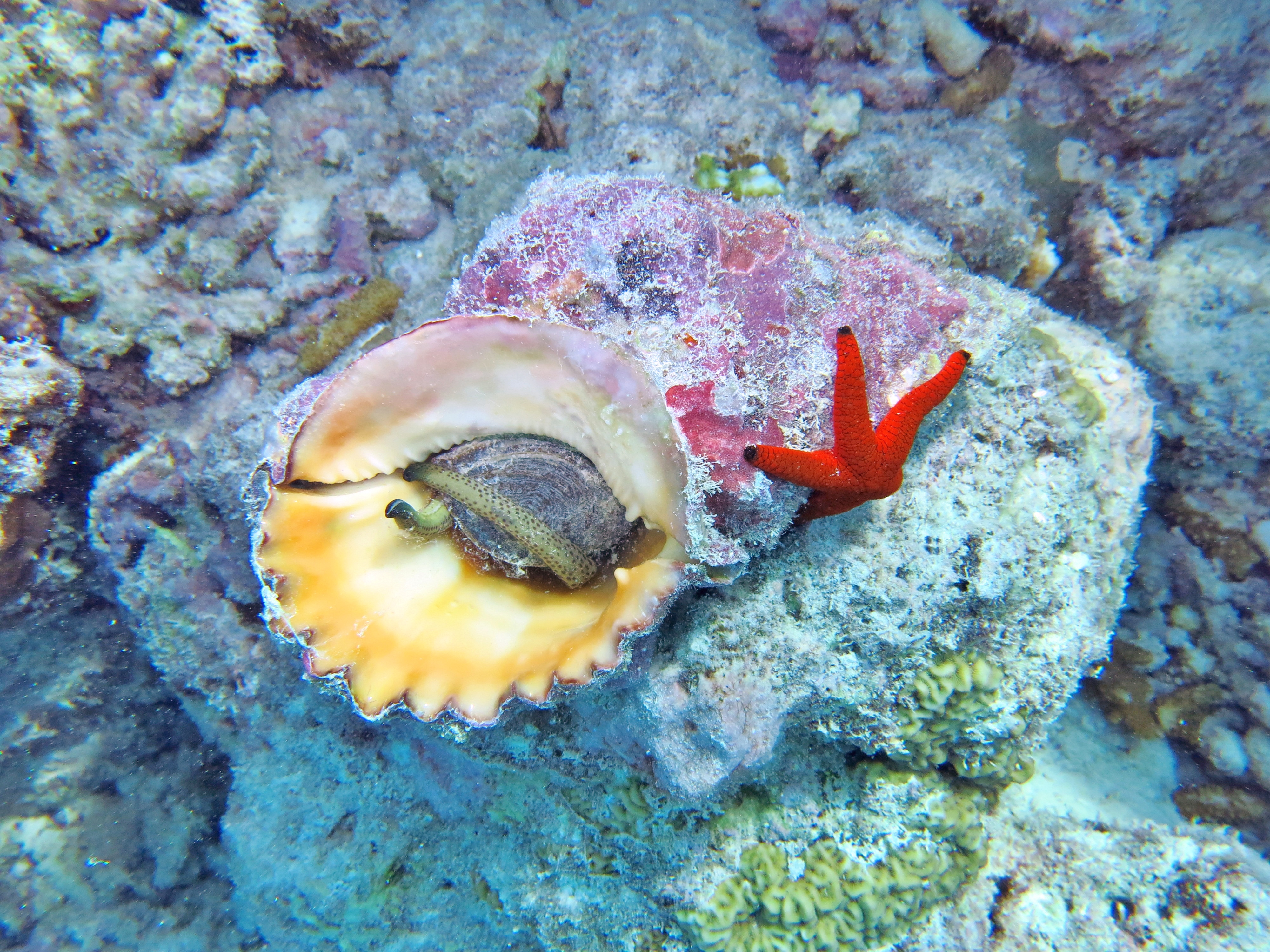
Cette Tutufa bubo est en train de consommer une étoile Linckia multifora, pendant qu'une Fromia indica imprudente escalade sa coquille (Maldives).

Peu de choses sont connues sur le régime alimentaire des Bursidae ; ils sont cependant supposés tous prédateurs. Le sujet a été discuté pour un nombre limité d’espèces,,(Bursa cruentata, Bursa rhodostoma, Bursa granularis et Bursa bufonia). Les proies sont d’une part des annélides, des siponcles, des étoiles de mer ou des holothuries, qui semblent être anesthésiés par une substance relâchée dans l’eau avant d’être avalés en entier, à la manière de certains cônes. Cette substance est très probablement une variante de Tetrodotoxine, une toxine déjà identifiée chez des représentants du genre Tutufa. Certaines espèces prédatent les oursins, faisant appel à une stratégie différente, : l'oursin est attrapé par le pied musculeux du Bursa et est débarrassé d’une partie de ses épines. Par la suite le gastéropode utilise sa radula pour forer un orifice dans l’épiderme de sa proie. Il s’agit d’une stratégie semblable à celle employée par les Charonia et les Cassidae.

### Prédation
Les Bursidae sont aussi des proies, notamment de crustacés décapodes et de poissons, et à ce titre ils ont développé un ensemble des stratégies de défense. Le premier est la taille : les représentants du genre Tutufa peuvent atteindre une taille de 45 cm de haut pour une largeur de 30 cm, les mettant à l’abri de la plupart des prédateurs, d’autant qu’avec des varices espacées de 240° on peut supposer que leur croissance se fait relativement vite. D’autres adoptent une stratégie plus discrète, les espèces des genres Bursa, Bursina et Bufonaria ont leur coquille fortement colonisée par des algues encroûtantes et des bryozoaires, les dissimulant aux yeux des prédateurs. Une autre stratégie est celle de certaines espèces du genre Bufonaria (Bufonaria echinata ou Bufonaria perelegans) qui possèdent des épines plus ou moins longues sur leurs varices[réf. nécessaire].
D’une manière générale les Bursidae ont des coquilles relativement épaisses et solides comparés à d’autres familles de gastéropodes avec des varices proéminentes dont la fonction pourrait être de renforcer la structure de la coquille. De plus on constate que toutes les espèces aux coquilles fragiles comme Bursina awatii, Bursa latitudo ou Bursa quirihorai sont toutes inféodées à des milieux relativement profonds (au-delà de 200 m) où les pressions de prédation sont supposées moindres.

## Taxinomie
La famille des Bursidae a été créée par Johannes Thiele (1860-1935) en 1925. La plupart de ses genres étaient auparavant classés parmi les Ranellidae.

## Liste des genres
Selon World Register of Marine Species (6 septembre 2014) :
- genre Alanbeuella M. T. Sanders, Merle, Laurin, Bonillo & Puillandre, 2020 -- 1 espèce actuelle
- genre Annaperenna Iredale, 1936 -- 1 espèce
- genre Aspa H. Adams & A. Adams, 1853 -- 1 espèce
- genre Bufonaria Schumacher, 1817 -- 11 espèces
- genre Bursa Röding, 1798 -- 24 espèces
- genre Bursina Oyama, 1964 -- 6 espèces
- genre Colubrellina P. Fischer, 1884 -- 1 espèce
- genre Crossata Jousseaume, 1881 -- 1 espèce
- genre Dulcerana Oyama, 1964 -- 4 espèces
- genre Korrigania M. T. Sanders, Merle, Laurin, Bonillo & Puillandre, 2020 -- 5 espèces
- genre Lampasopsis Jousseaume, 1881  -- 4 espèces
- genre Marsupina Dall, 1904 -- 2 espèces
- genre Talisman de Folin, 1887 -- 1 espèce
- genre Tritonoranella Oyama, 1964  -- 2 espèces
- genre Tutufa Jousseaume, 1881 -- 8 espèces

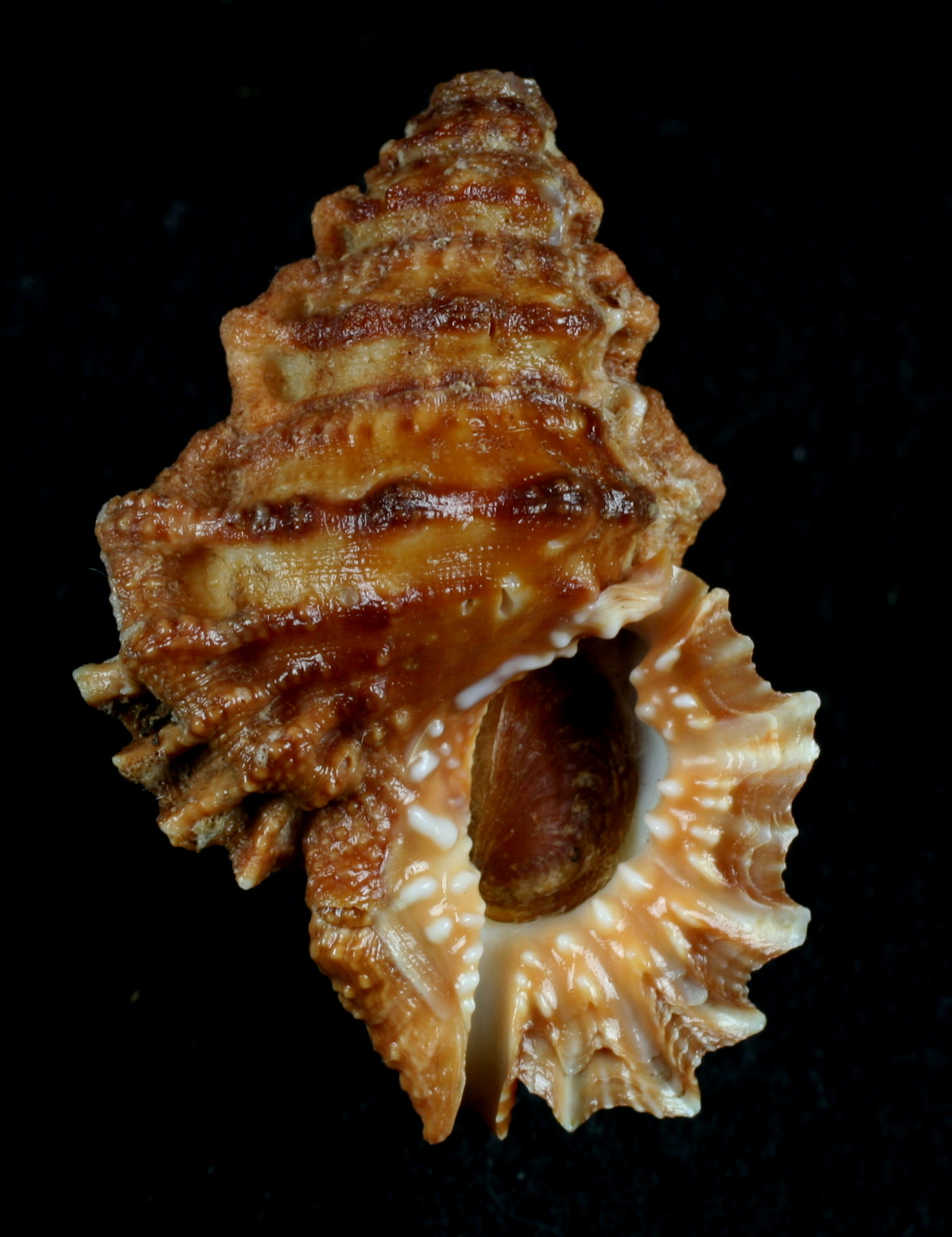
Alanbeuella corrugata
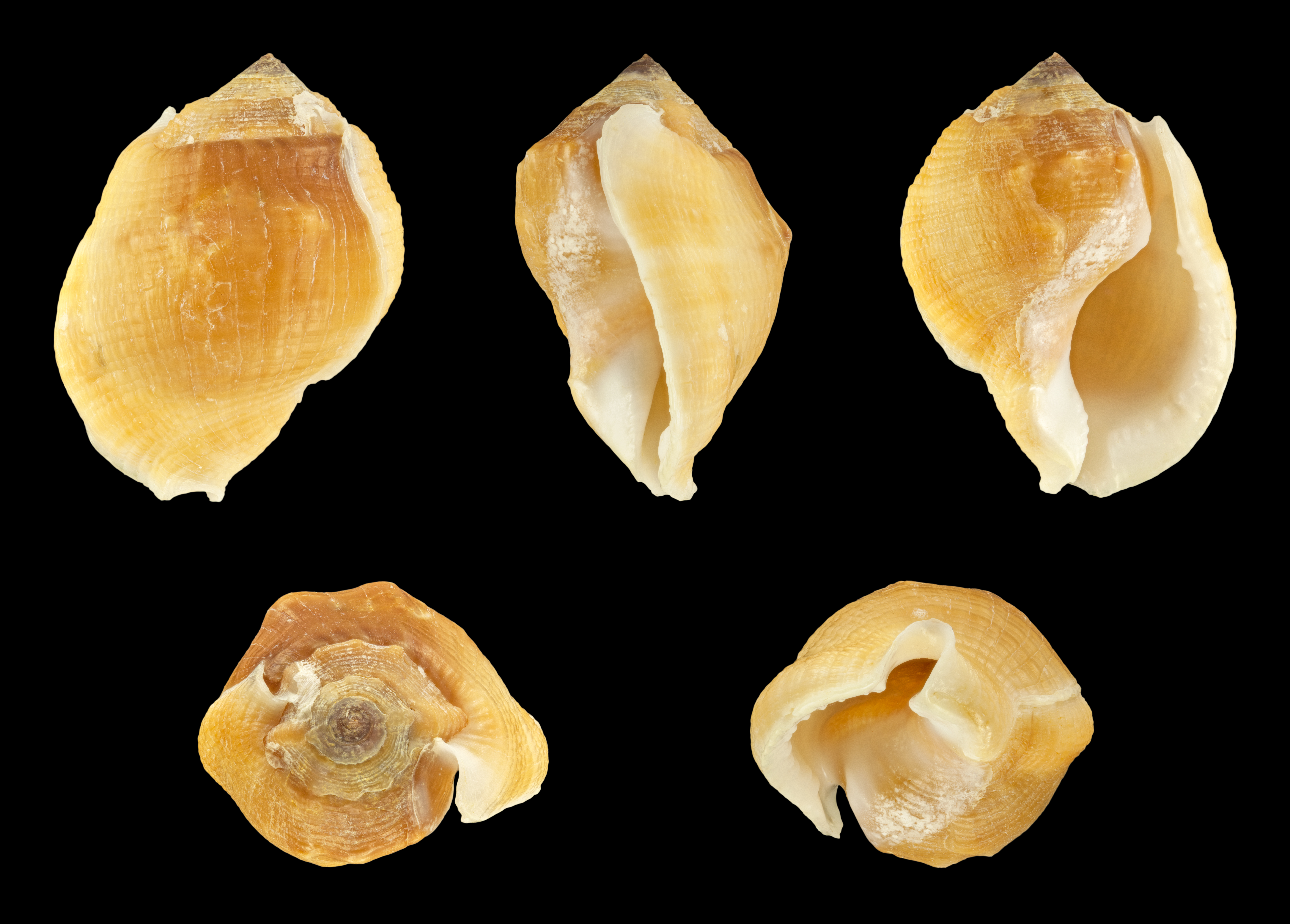
Aspa marginata
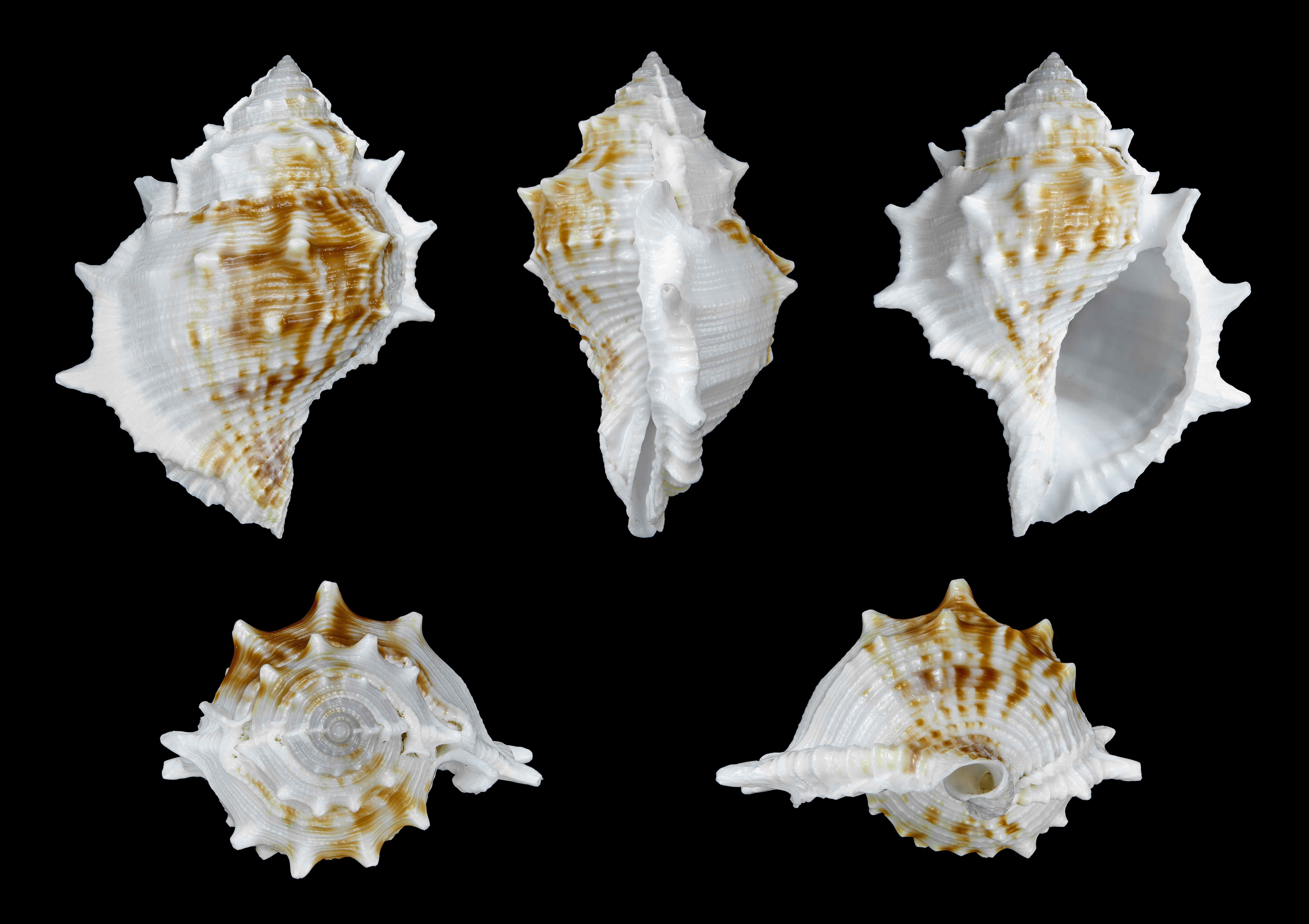
Bufonaria rana
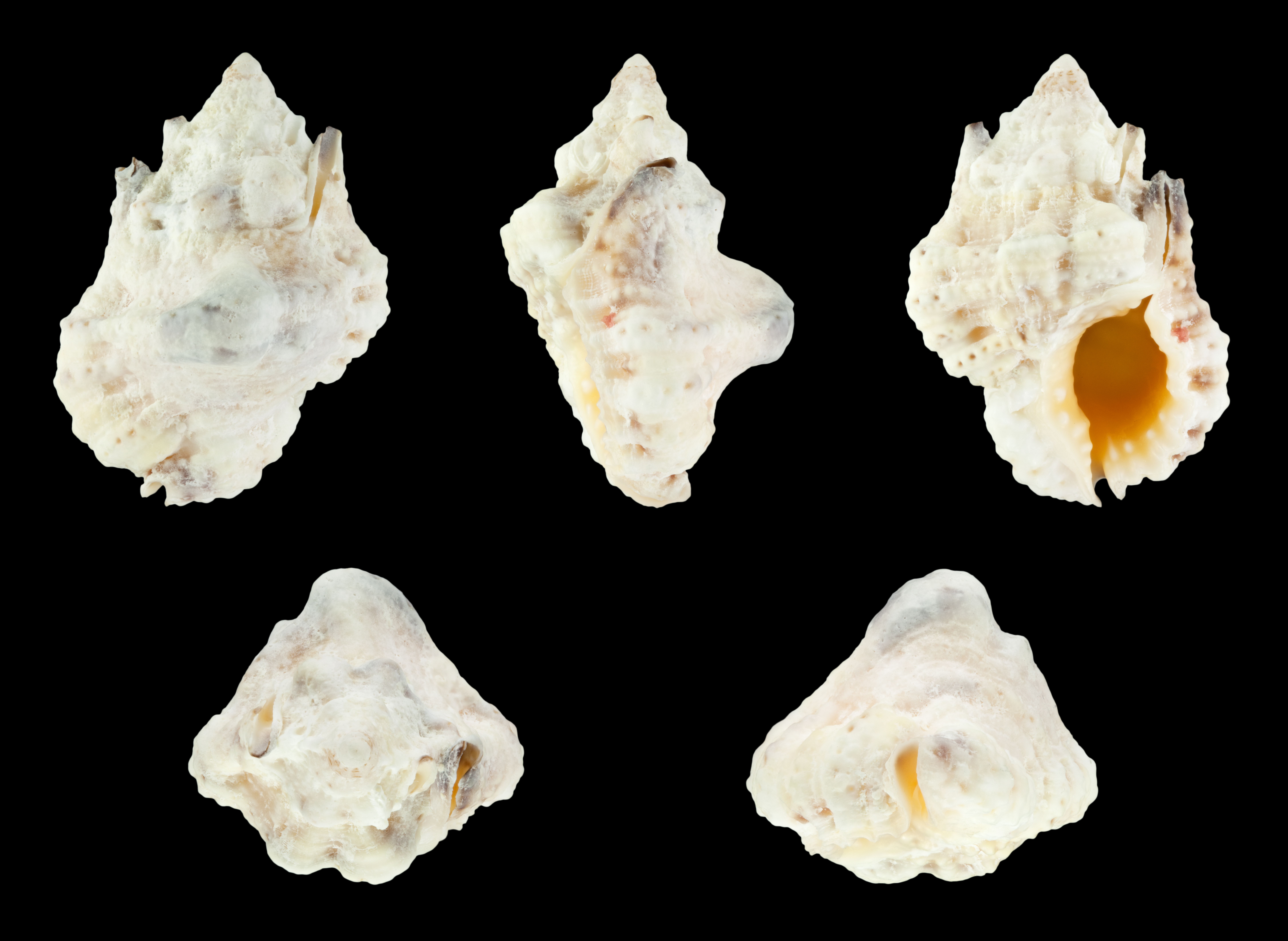
Bursa tuberosissima
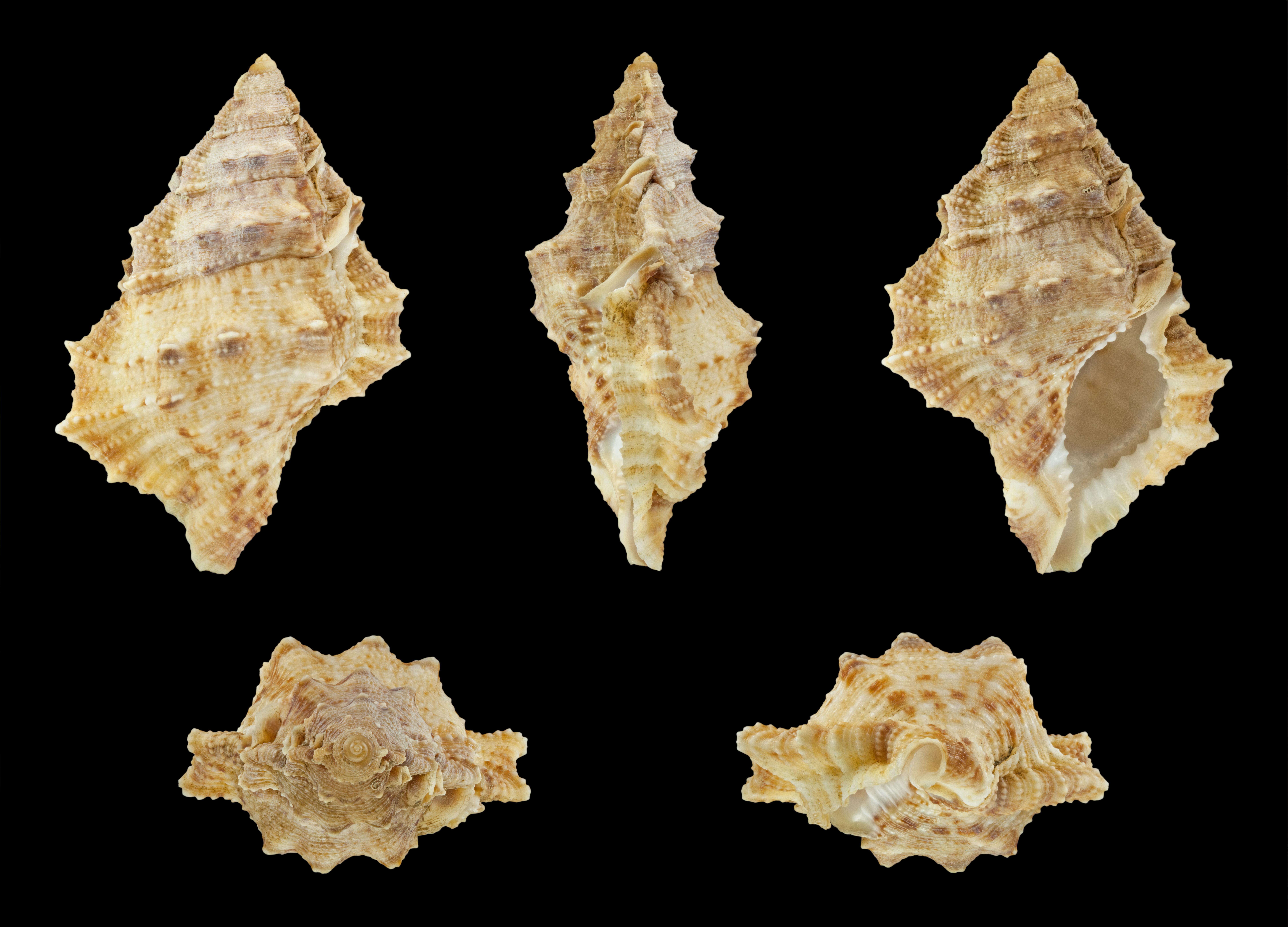
Bursina ignobilis
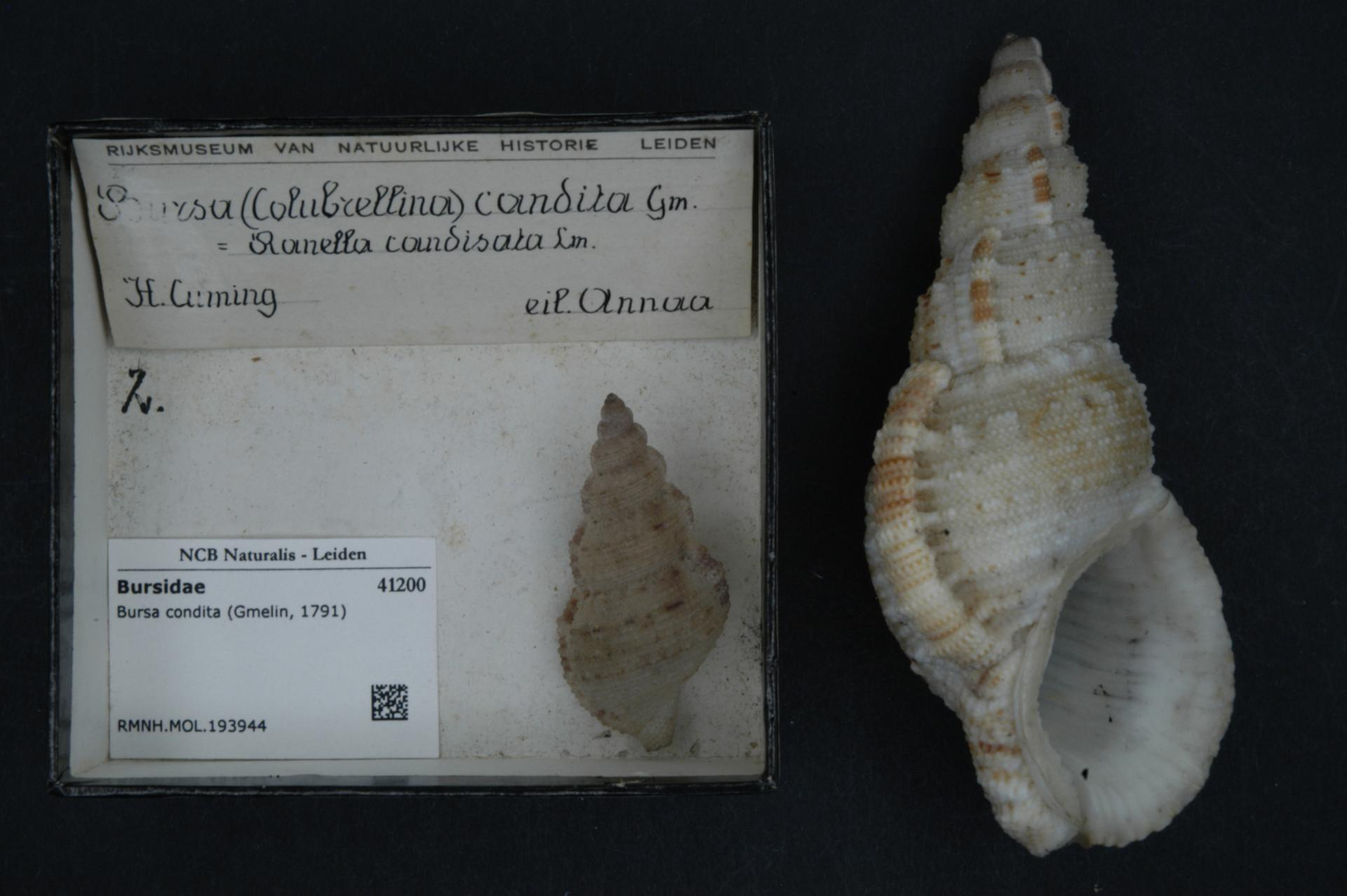
Colubrellina condita
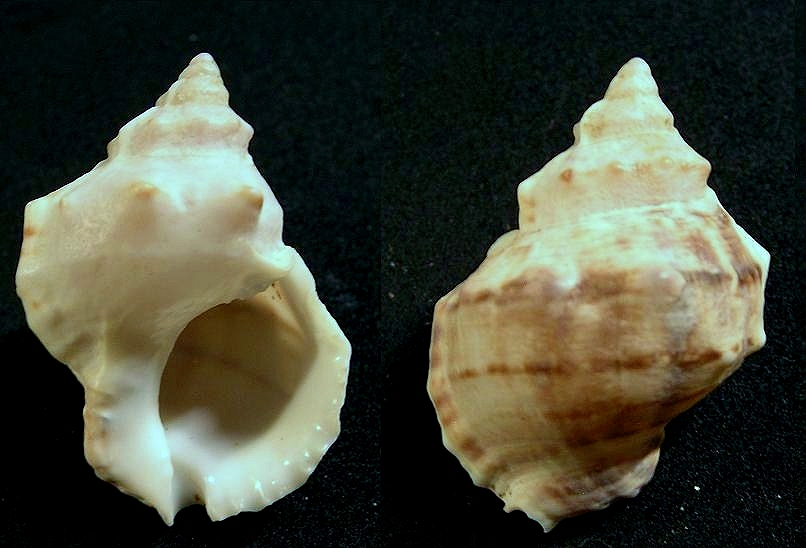
Crossata ventricosa
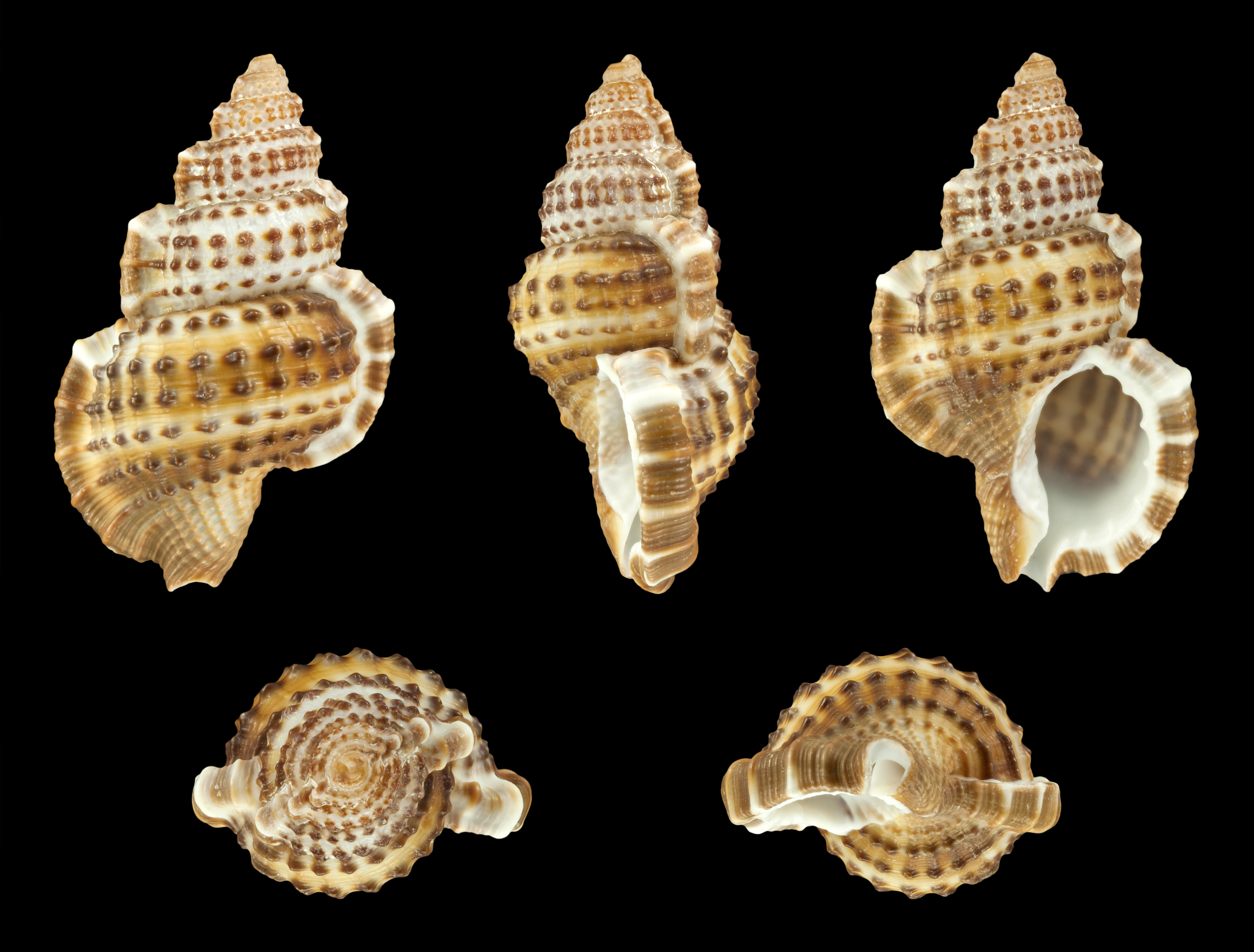
Dulcerana granularis
Korrigania fosteri
Lampasopsis thomae
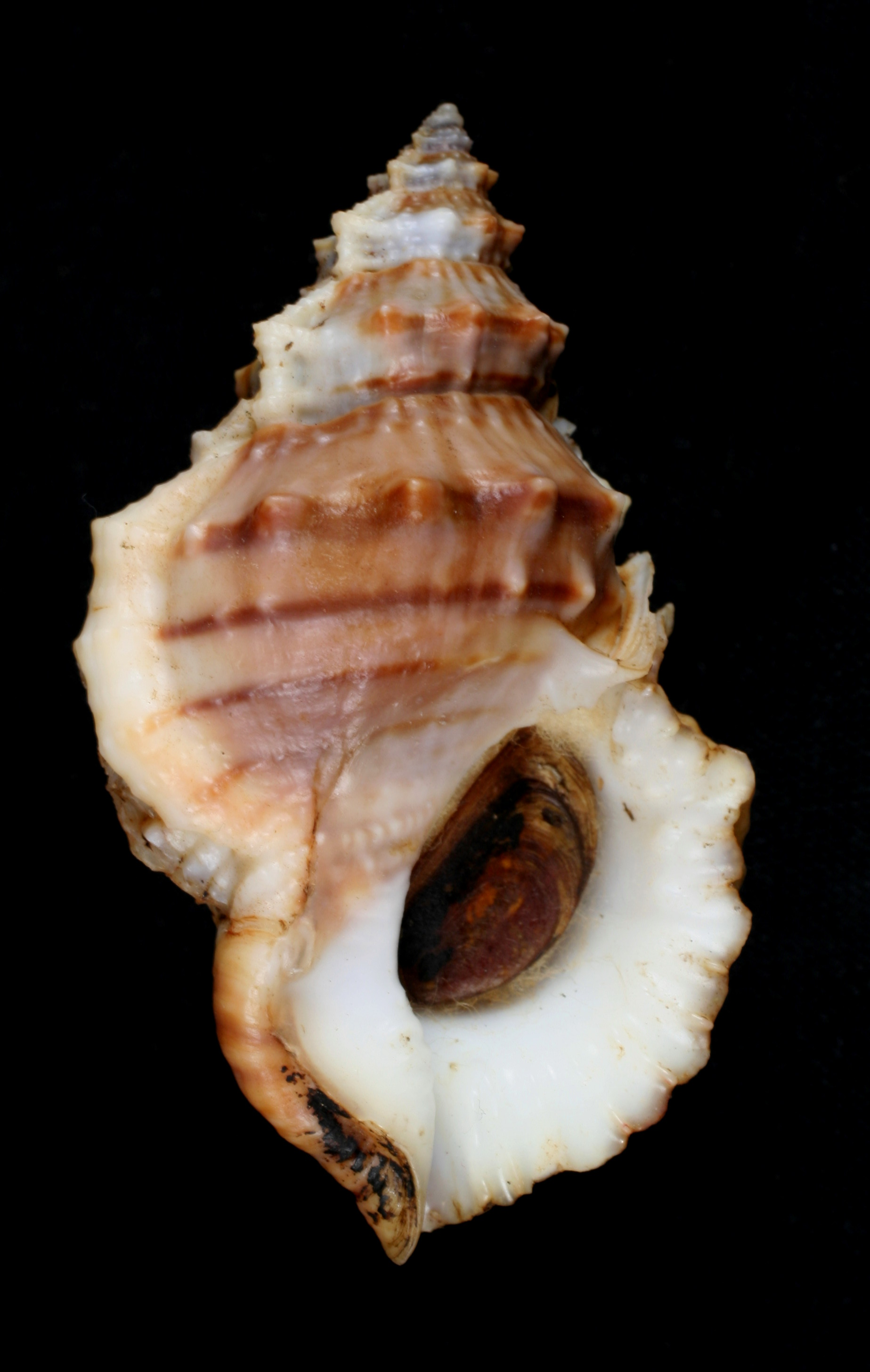
Marsupina nana
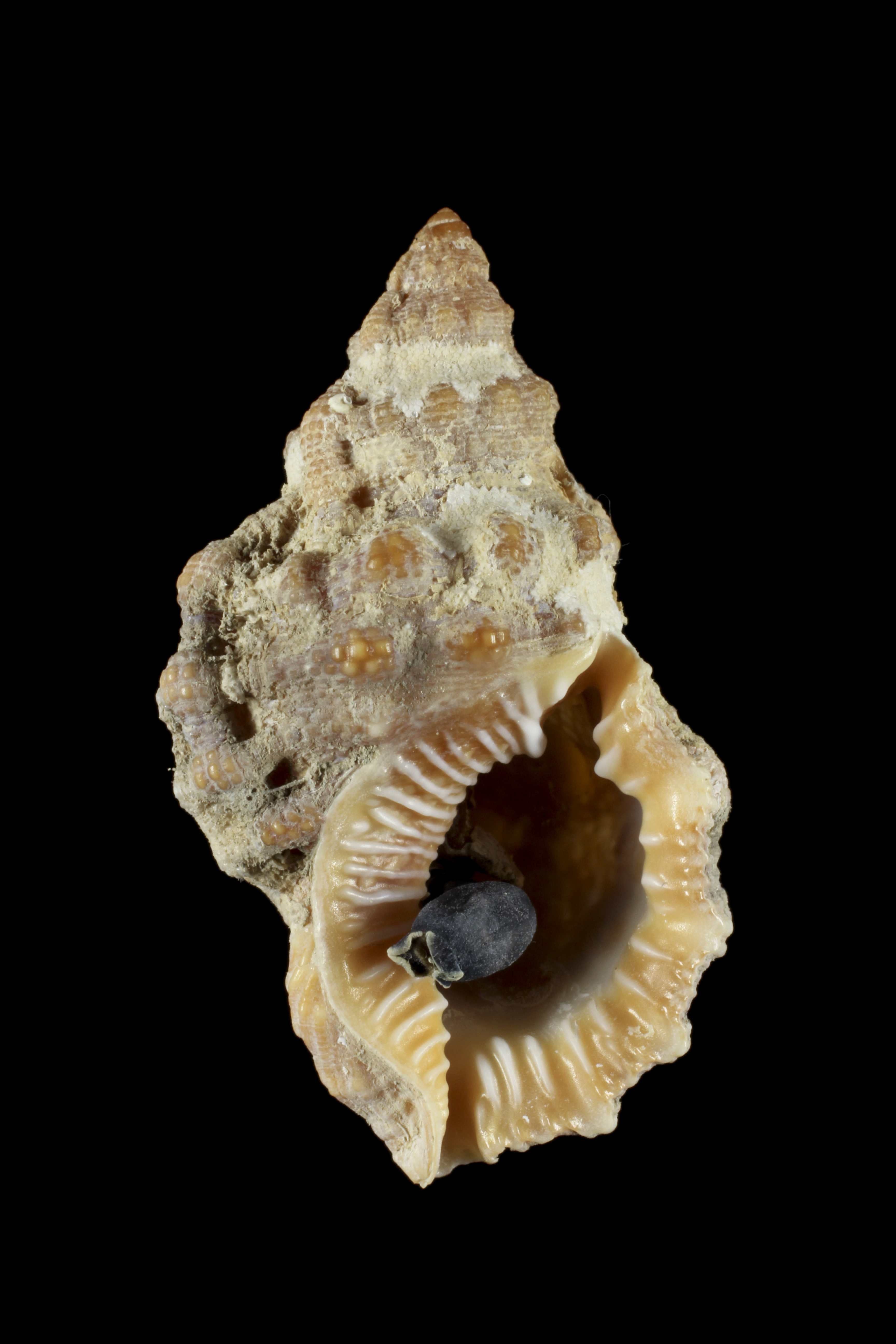
Talisman scrobilator
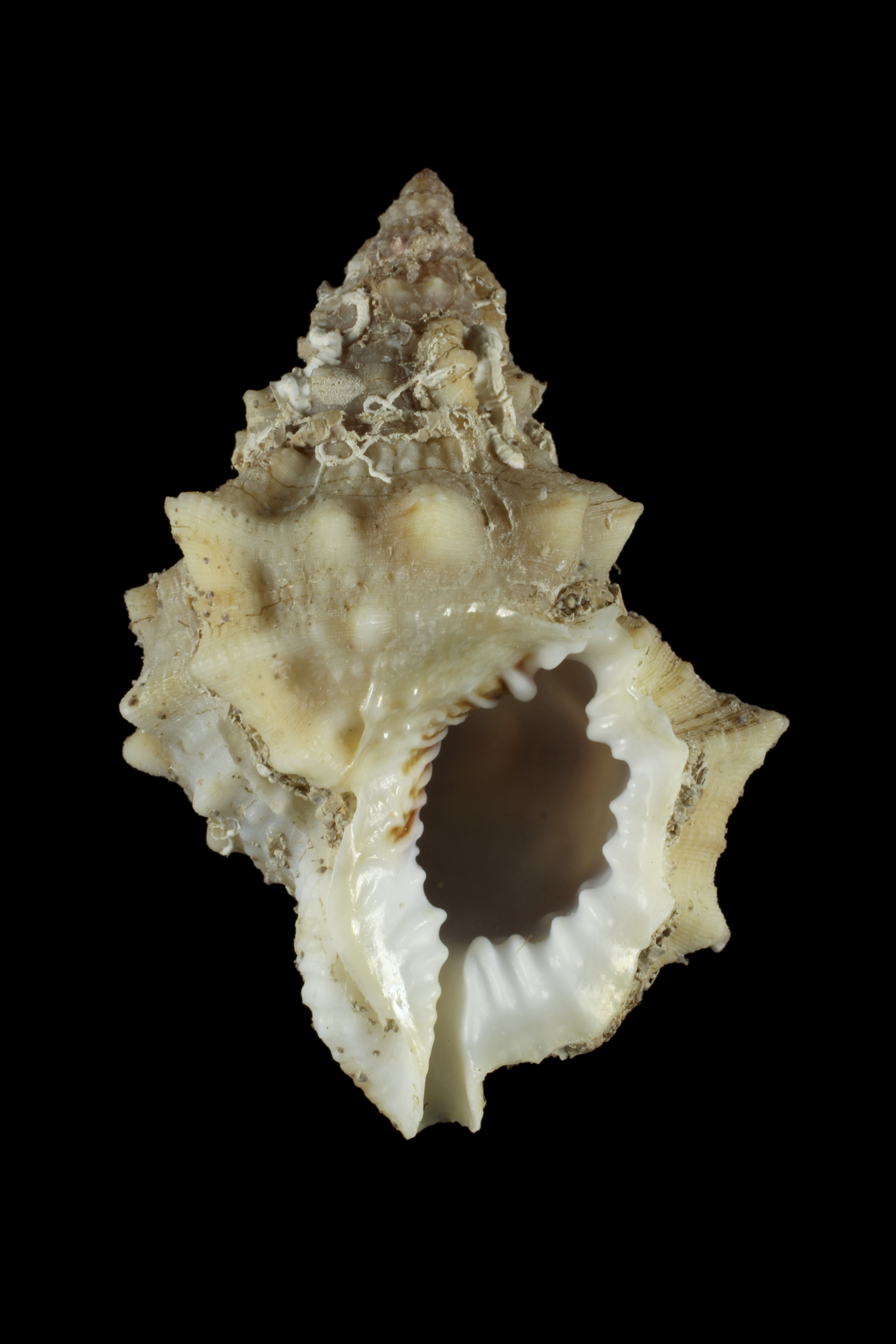
Tritonoranella latitudo
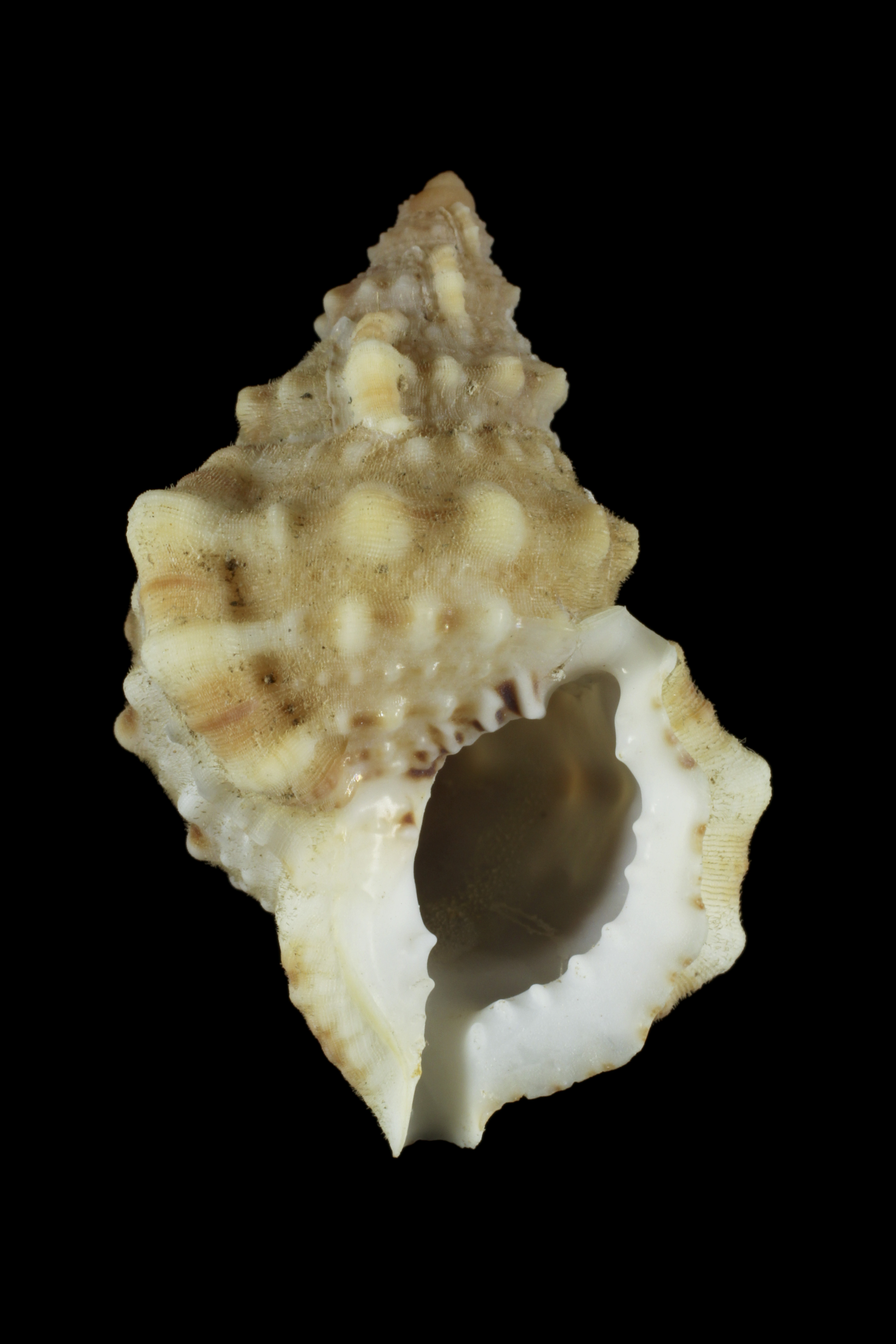
Tritonoranella ranelloides
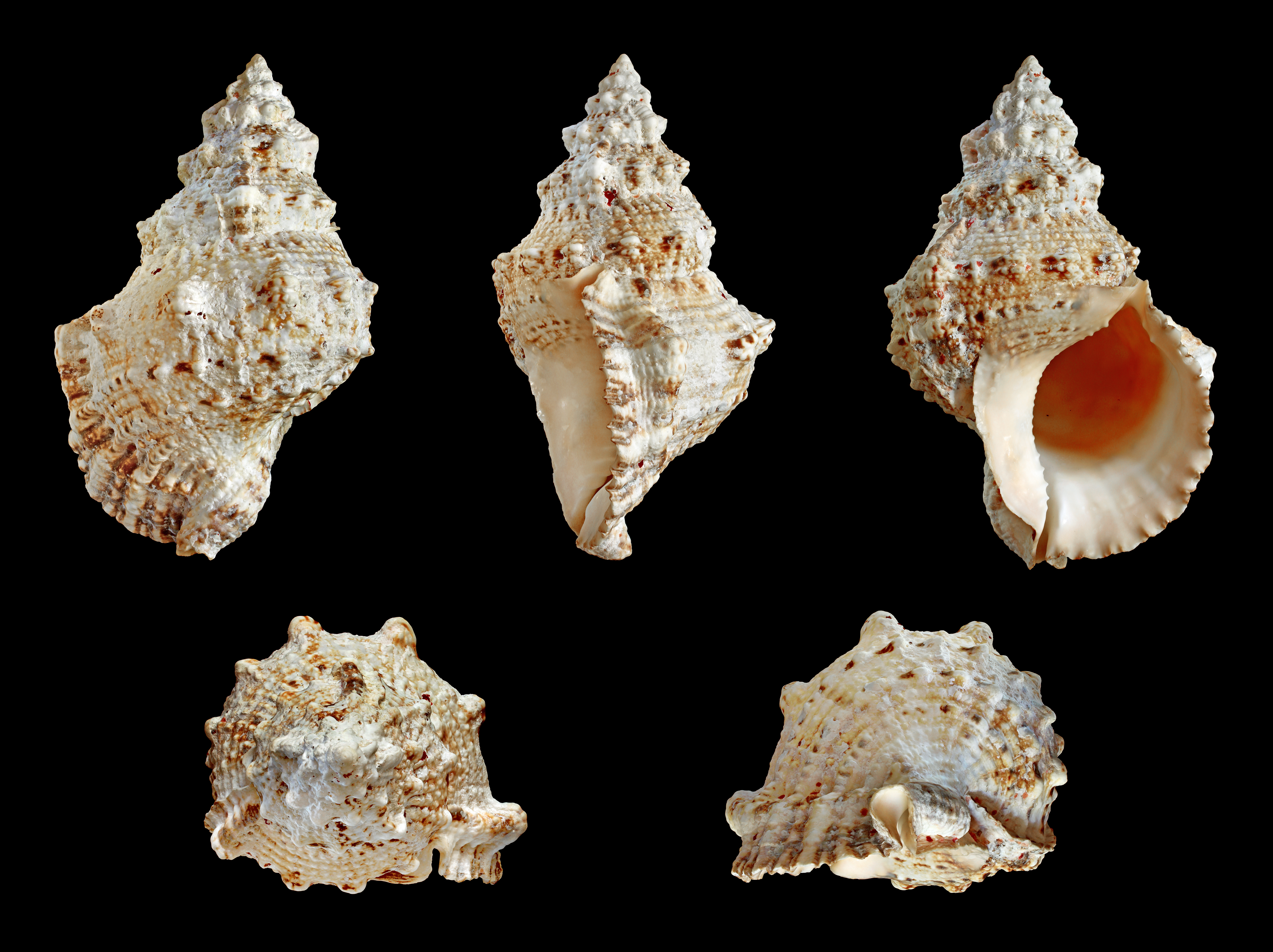
Tutufa bubo